# ホスファチジルコリンデサチュラーゼ
ホスファチジルコリンデサチュラーゼ（phosphatidylcholine desaturase）は、次の化学反応を触媒する酸化還元酵素である。
1-アシル-2-オレオイル-sn-グリセロ-3-ホスホコリン + NAD+ {\displaystyle \rightleftharpoons } 1-アシル-2-リノレオイル-sn-グリセロ-3-ホスホコリン + NADH + H+
反応式の通り、この酵素の基質は1-アシル-2-オレオイル-sn-グリセロ-3-ホスホコリンとNAD+、生成物は1-アシル-2-リノレオイル-sn-グリセロ-3-ホスホコリンとNADHとH+である。
組織名は1-acyl-2-oleoyl-sn-glycero-3-phosphocholine:NAD+ Δ12-oxidoreductaseで、別名にoleate desaturase;
linoleate synthase, oleoyl-CoA desaturase, oleoylphosphatidylcholine desaturaseがある。